# Karilepa
Karilepa är en by i nordvästra Estland. Den är belägen i Lääne-Harju kommun i landskapet Harjumaa, 40 km sydväst om huvudstaden Tallinn. Antalet invånare var 38 år 2021. Byn tillhörde Padis kommun från 1992 till 2017.
Karilepa är beläget mellan 4 och 19 meter över havet. Terrängen lutar mot väst. Runt Karilepa är det glesbefolkat. Närmaste större samhälle är Paldiski, 13 km norr om Karilepa. I omgivningarna runt Karilepa växer i huvudsak blandskog.